# Rafael Dorn
Rafael Dorn (* 18. März 1985) ist ein ehemaliger österreichischer Fußballspieler und nunmehriger -trainer.

## Karriere

### Als Spieler
Dorn begann seine Karriere beim Villacher SV. Im März 2000 wechselte er in die Jugend des BSV Bad Bleiberg. Im Mai 2002 stand er gegen die SV Mattersburg erstmals im Kader der Profis. Im selben Monat debütierte er schließlich auch für Bad Bleiberg in der zweiten Liga, als er am 36. Spieltag der Saison 2001/02 gegen den SV Wörgl in der 74. Minute für Gerhard Breitenberger eingewechselt wurde. Dies blieb sein einziger Einsatz für Bad Bleiberg. Zur Saison 2003/04 wechselte er zum Nachfolger des Vereins, BSV Juniors Villach. Für die Juniors machte er 13 Spiele in der zweithöchsten Spielklasse. Am Ende jener Saison stiegen die Villacher aber aus der zweiten Liga ab und lösten sich kurz darauf auf.
Daraufhin wechselte Dorn zur Saison 2004/05 zum Zweitligaaufsteiger FC Gratkorn. Bei den Steirern kam er, auch auf Grund von zwei Kreuzbandrissen in den Jahren 2008 sowie 2009, in sechs Jahren zu 53 Zweitligaspielen. Zur Saison 2010/11 schloss er sich dem Regionalligisten SV Allerheiligen an. In eineinhalb Jahren in Allerheiligen spielte er 28 Mal in der Regionalliga und machte dabei zwei Tore. Im Jänner 2012 wechselte er zum viertklassigen SC Kalsdorf. Mit Kalsdorf stieg er am Ende der Saison 2011/12 in die Regionalliga auf. In viereinhalb Spielzeiten kam er zu 109 Einsätzen für die Kalsdorfer und erzielte dabei 23 Tore.
Zur Saison 2016/17 wechselte Dorn zum fünftklassigen SV Pachern. Bis August 2018 absolvierte er 36 Spiele in der Oberliga für Pachern, ehe er seine Karriere beendete.

### Als Trainer
Dorn fungierte in der Rückrunde der Saison 2017/18 als Co-Trainer beim viertklassigen FC Bad Radkersburg. In der Saison 2018/19 war er Co-Trainer beim SV Pachern, bei dem bis dahin auch als Spieler aktiv gewesen war. Zur Saison 2019/20 übernahm er den sechstklassigen SV Peggau als Cheftrainer. Im Mai 2020 trennte sich Peggau von Dorn, nachdem man in der abgebrochenen Saison 2019/20 nur den vorletzten Platz belegt hatte.
Im Oktober 2020 wurde er Nachfolger von Stefan Kammerhofer als Cheftrainer bei den Amateuren des Grazer AK.